# Telmatoscopus niger
Telmatoscopus niger är en tvåvingeart som först beskrevs av Banks 1894.  Telmatoscopus niger ingår i släktet Telmatoscopus och familjen fjärilsmyggor. Inga underarter finns listade i Catalogue of Life.